# Saisonbilanzen der SG Wattenscheid 09

Vereinslogo

Die Saisonbilanzen der SG Wattenscheid 09 zeigen für jede Saison ab 1945 die Liga, die Platzierung, das Torverhältnis, die Zahl der erreichten Punkte sowie das Abschneiden im DFB-Pokal an. Für einige Spielzeiten werden zusätzlich, sofern bekannt, noch die Anzahl der Siege, Unentschieden und Niederlagen sowie der erfolgreichste Torschütze angegeben. Grün hinterlegte Platzierungen kennzeichnen einen Aufstieg, während grau hinterlegte Platzierungen einen Abstieg kennzeichnen.

## Legende
- Saison: Nennt die jeweilige Spielzeit.
- Liga: Nennt den Namen der Spielklasse.
- Platz: Nennt die Platzierung. Grün unterlegte Platzierungen kennzeichnen einen Aufstieg, rot unterlegte einen Abstieg.
- Spiele: Nennt die Anzahl der ausgetragenen Spiele.
- S, U, N: Nennt die Anzahl der Siege, Unentschieden und Niederlagen in der Saison.
- Tore: Nennt das in der Saison erreichte Torverhältnis. Die Zahl vor dem Doppelpunkt nennt die Anzahl der erzielte Tore, die Zahl nach dem Doppelpunkt die Anzahl der kassierten Tore.
- Punkte: Nennt die Anzahl der erzielten Punkte. Seit 1995 gilt das Drei-Punkte-Regel.
- DFB-Pokal: Nennt die im DFB-Pokal erreichte Runde.
- Bester Torschütze: Nennt den Spieler, der in der jeweiligen Saison die meisten Tore in Ligaspielen erzielt hat. Die Zahl in Klammern nennt die Anzahl der Tore.

## Saisonbilanzen

### Die 1940er Jahre
| Saison  | Liga                           | Platz | S  | U  | N  | Tore  | Punkte | DFB-Pokal | erfolgreichster Torschütze               |
| ------- | ------------------------------ | ----- | -- | -- | -- | ----- | ------ | --------- | ---------------------------------------- |
| 1944/45 | Gauliga Westfalen              | 03.   | 01 | 01 | 0  | 07:04 | 03:01  |           |                                          |
| 1945/46 | Landesliga Westfalen, Gruppe 1 | 08.   | 03 | 03 | 10 | 16:56 | 09:23  |           |                                          |
| 1946/47 | Bezirksklasse Bochum           | 03.   | 15 | 04 | 07 | 64:39 | 34:18  |           |                                          |
| 1947/48 | Bezirksklasse Bochum           | 01.   | 17 | 05 | 02 | 64:17 | 39:09  |           |                                          |
| 1948/49 | Landesliga Westfalen, Gruppe 1 | 10.   | 07 | 07 | 12 | 48:55 | 20:32  |           |                                          |
| 1949/50 | 2. Division West, Gruppe 1     | 13.   | 10 | 02 | 18 | 34:53 | 22:38  |           | Siegfried Klagges & Eduard Tröder (je 6) |

### Die 1950er Jahre
| Saison  | Liga                       | Platz | S  | U  | N  | Tore  | Punkte | DFB-Pokal | erfolgreichster Torschütze              |
| ------- | -------------------------- | ----- | -- | -- | -- | ----- | ------ | --------- | --------------------------------------- |
| 1950/51 | 2. Division West, Gruppe 1 | 10.   | 11 | 05 | 14 | 44:57 | 27:33  |           | Wilhelm Mecke (11)                      |
| 1951/52 | 2. Division West, Gruppe 1 | 07.   | 13 | 07 | 12 | 52:53 | 34:30  |           | Erwin Meier (16)                        |
| 1952/53 | 2. Division West           | 05.   | 14 | 07 | 09 | 57:46 | 35:25  |           | Heinz Reh (20)                          |
| 1953/54 | 2. Division West           | 03.   | 17 | 02 | 11 | 62:47 | 36:24  |           | Rudi Redder (11)                        |
| 1954/55 | 2. Division West           | 06.   | 11 | 09 | 08 | 43:38 | 31:25  |           | Friedhelm Tessmer (10)                  |
| 1955/56 | 2. Division West           | 07.   | 14 | 03 | 13 | 49:41 | 31:29  |           | Erwin Meier (14)                        |
| 1956/57 | 2. Division West           | 12.   | 08 | 09 | 13 | 37:52 | 25:35  |           | Horst Fischer (11)                      |
| 1957/58 | 2. Division West           | 15.   | 05 | 03 | 22 | 39:84 | 13:47  |           | Günther Jendrzjewski & Uli Maslo (je 6) |
| 1958/59 | Verbandsliga Westfalen II  | 11.   | 11 | 05 | 14 | 33:56 | 23:33  |           |                                         |
| 1959/60 | Verbandsliga Westfalen II  | 03.   | 16 | 06 | 06 | 61:23 | 38:18  |           |                                         |

### Die 1960er Jahre
| Saison  | Liga                      | Platz | S  | U  | N  | Tore  | Punkte | DFB-Pokal | erfolgreichster Torschütze |
| ------- | ------------------------- | ----- | -- | -- | -- | ----- | ------ | --------- | -------------------------- |
| 1960/61 | Verbandsliga Westfalen II | 03.   | 12 | 08 | 06 | 47:36 | 32:20  |           |                            |
| 1961/62 | Verbandsliga Westfalen II | 12.   | 07 | 09 | 12 | 37:54 | 23:33  |           |                            |
| 1962/63 | Verbandsliga Westfalen II | 12.   | 06 | 11 | 11 | 33:56 | 23:33  |           |                            |
| 1963/64 | Verbandsliga Westfalen II | 12.   | 08 | 11 | 11 | 35:43 | 27:33  |           |                            |
| 1964/65 | Verbandsliga Westfalen II | 14.   | 12 | 04 | 16 | 42:57 | 28:36  |           |                            |
| 1965/66 | Verbandsliga Westfalen II | 04.   | 16 | 05 | 07 | 53:40 | 37:19  |           |                            |
| 1966/67 | Verbandsliga Westfalen II | 04.   | 12 | 08 | 08 | 44:36 | 32:24  |           |                            |
| 1967/68 | Verbandsliga Westfalen II | 03.   | 14 | 08 | 08 | 49:24 | 36:24  |           |                            |
| 1968/69 | Verbandsliga Westfalen II | 1.    | 23 | 4  | 3  | 79:27 | 50:10  |           |                            |
| 1969/70 | Regionalliga West         | 08.   | 10 | 14 | 10 | 49:53 | 34:34  | 1. Runde  |                            |

### Die 1970er Jahre
| Saison  | Liga               | Platz | S  | U  | N  | Tore   | Punkte | DFB-Pokal    | erfolgreichster Torschütze               |
| ------- | ------------------ | ----- | -- | -- | -- | ------ | ------ | ------------ | ---------------------------------------- |
| 1970/71 | Regionalliga West  | 13.   | 09 | 10 | 15 | 45:52  | 28:40  | 1. Runde     |                                          |
| 1971/72 | Regionalliga West  | 12.   | 09 | 12 | 13 | 43:49  | 30:38  |              |                                          |
| 1972/73 | Regionalliga West  | 05.   | 16 | 08 | 10 | 70:60  | 40:28  |              |                                          |
| 1973/74 | Regionalliga West  | 01.   | 25 | 05 | 04 | 102:39 | 55:13  | Achtelfinale |                                          |
| 1974/75 | 2. Bundesliga Nord | 07.   | 18 | 10 | 10 | 72:53  | 46:30  | 1. Runde     | Jürgen Jendrossek (16)                   |
| 1975/76 | 2. Bundesliga Nord | 08.   | 17 | 09 | 12 | 71:58  | 43:33  | 3. Runde     | Carlos Babington (14)                    |
| 1976/77 | 2. Bundesliga Nord | 15.   | 12 | 09 | 17 | 65:80  | 33:43  | 2. Runde     | Ewald Hammes (21)                        |
| 1977/78 | 2. Bundesliga Nord | 06.   | 16 | 09 | 13 | 76:65  | 41:35  | 1. Runde     | Hans-Günter Bruns & Ewald Hammes (je 16) |
| 1978/79 | 2. Bundesliga Nord | 10.   | 10 | 16 | 12 | 49:47  | 36:40  | 1. Runde     | Peter Kunkel (13)                        |
| 1979/80 | 2. Bundesliga Nord | 05.   | 17 | 12 | 09 | 72:57  | 46:30  | 2. Runde     | Ewald Hammes (18)                        |

### Die 1980er Jahre
| Saison  | Liga               | Platz | S  | U  | N  | Tore  | Punkte | DFB-Pokal    | erfolgreichster Torschütze            |
| ------- | ------------------ | ----- | -- | -- | -- | ----- | ------ | ------------ | ------------------------------------- |
| 1980/81 | 2. Bundesliga Nord | 10.   | 15 | 12 | 15 | 62:68 | 42:42  | 2. Runde     | Peter Kunkel & Helmut Reiners (je 16) |
| 1981/82 | 2. Bundesliga      | 17.   | 08 | 15 | 15 | 41:62 | 31:45  | 2. Runde     | Peter Kunkel & Helmut Reiners (je 8)  |
| 1982/83 | 2. Bundesliga      | 15.   | 13 | 07 | 18 | 59:65 | 33:43  | 1. Runde     | Peter Kunkel (14)                     |
| 1983/84 | 2. Bundesliga      | 15.   | 11 | 10 | 17 | 58:74 | 32:44  | 1. Runde     | Harald Kügler (14)                    |
| 1984/85 | 2. Bundesliga      | 10.   | 14 | 08 | 16 | 61:68 | 36:40  | 2. Runde     | Harald Kügler (12)                    |
| 1985/86 | 2. Bundesliga      | 09.   | 17 | 09 | 12 | 63:56 | 43:33  | 1. Runde     | Uwe Tschiskale (22)                   |
| 1986/87 | 2. Bundesliga      | 11.   | 12 | 14 | 12 | 59:66 | 38:38  | Achtelfinale | Uwe Tschiskale (16)                   |
| 1987/88 | 2. Bundesliga      | 04.   | 18 | 11 | 09 | 62:48 | 47:29  | 1. Runde     | Harald Kügler (14)                    |
| 1988/89 | 2. Bundesliga      | 06.   | 17 | 08 | 13 | 68:58 | 42:34  | 1. Runde     | Uwe Tschiskale (15)                   |
| 1989/90 | 2. Bundesliga      | 02.   | 21 | 09 | 08 | 70:35 | 51:25  | 2. Runde     | Maurice Banach (22)                   |

### Die 1990er Jahre
| Saison    | Liga                      | Platz | S  | U  | N  | Tore  | Punkte | DFB-Pokal     | erfolgreichster Torschütze               |
| --------- | ------------------------- | ----- | -- | -- | -- | ----- | ------ | ------------- | ---------------------------------------- |
| 1990/91   | Bundesliga                | 11.   | 09 | 15 | 10 | 42:51 | 33:35  | Viertelfinale | Souleyman Sane (13)                      |
| 1991/92   | Bundesliga                | 16.   | 09 | 14 | 15 | 50:60 | 32:44  | 2. Runde      | Uwe Tschiskale (9)                       |
| 1992/93   | Bundesliga                | 14.   | 10 | 08 | 16 | 46:67 | 28:40  | 1. Runde      | Thorsten Fink (8)                        |
| 1993/94   | Bundesliga                | 17.   | 06 | 11 | 17 | 48:70 | 23:45  | Achtelfinale  | Marek Lesniak & Souleyman Sane (je 13)   |
| 1994/95   | 2. Bundesliga             | 10.   | 11 | 11 | 12 | 50:52 | 33:35  | 2. Runde      | Michael Preetz & Carsten Wolters (je 10) |
| 1995/96   | 2. Bundesliga             | 18.   | 8  | 7  | 19 | 38:57 | 31     | 2. Runde      | Giuseppe Reina (10)                      |
| 1996/97   | Regionalliga West/Südwest | 01.   | 23 | 08 | 03 | 78:35 | 77     | 2. Runde      | Marcus Feinbier (24)                     |
| 1997/98   | 2. Bundesliga             | 14.   | 10 | 10 | 14 | 41:41 | 40     | 1. Runde      | Marcus Feinbier (15)                     |
| 1998/99   | 2. Bundesliga             | 17.   | 07 | 09 | 18 | 31:46 | 30     | 2. Runde      | Marcus Feinbier (7)                      |
| 1999/2000 | Regionalliga West/Südwest | 04.   | 18 | 09 | 09 | 72:42 | 63     | 2. Runde      | Marius Ebbers (23)                       |

### Die 2000er Jahre
| Saison  | Liga                      | Platz | S  | U   | N  | Tore  | Punkte | DFB-Pokal | erfolgreichster Torschütze |
| ------- | ------------------------- | ----- | -- | --- | -- | ----- | ------ | --------- | -------------------------- |
| 2000/01 | Regionalliga Nord         | 11.   | 12 | 12  | 12 | 65:66 | 48     |           | Marius Ebbers (15)         |
| 2001/02 | Regionalliga Nord         | 04.   | 17 | 07  | 10 | 64:51 | 58     |           | Abdul Iyodo (15)           |
| 2002/03 | Regionalliga Nord         | 04.   | 16 | 08  | 10 | 66:49 | 56     |           | Halil Altıntop (19)        |
| 2003/04 | Regionalliga Nord         | 15.   | 11 | 0 7 | 16 | 51:60 | 40     |           | Alexander Löbe (19)        |
| 2004/05 | Oberliga Westfalen        | 01.   | 21 | 08  | 05 | 78:34 | 71     | 1. Runde  | Abdul Iyodo (15)           |
| 2005/06 | Regionalliga Nord         | 16.   | 10 | 09  | 17 | 50:65 | 39     | 1. Runde  | Lars Toborg (14)           |
| 2006/07 | Oberliga Westfalen        | 16.   | 07 | 11  | 16 | 51:72 | 32     |           | Selcuk Dede (16)           |
| 2007/08 | Verbandsliga Westfalen II | 01.   | 23 | 04  | 03 | 88:28 | 73     |           | Dimitrios Ropkas (24)      |
| 2008/09 | NRW-Liga                  | 12.   | 11 | 10  | 15 | 49:63 | 43     |           | Dimitrios Ropkas (14)      |
| 2009/10 | NRW-Liga                  | 18.   | 09 | 08  | 19 | 47:71 | 35     |           | Dimitrios Ropkas (11)      |

### Die 2010er Jahre
| Saison  | Liga               | Platz | S                          | U                          | N                          | Tore                       | Punkte                     | DFB-Pokal | erfolgreichster Torschütze                   |
| ------- | ------------------ | ----- | -------------------------- | -------------------------- | -------------------------- | -------------------------- | -------------------------- | --------- | -------------------------------------------- |
| 2010/11 | Westfalenliga II   | 06.   | 15                         | 08                         | 11                         | 69:48                      | 53                         |           | Timo Erdmann (16)                            |
| 2011/12 | Westfalenliga II   | 01.   | 23                         | 04                         | 05                         | 74:28                      | 73                         |           | Milko Trisic (20)                            |
| 2012/13 | Oberliga Westfalen | 02.   | 22                         | 07                         | 05                         | 70:37                      | 73                         |           | Seyit Ersoy (16)                             |
| 2013/14 | Regionalliga West  | 15.   | 07                         | 12                         | 17                         | 40:67                      | 33                         |           | Nico Buckmeier (6)                           |
| 2013/14 | Regionalliga West  | 15.   | 07                         | 12                         | 17                         | 40:67                      | 33                         |           | Nico Buckmeier (6)                           |
| 2014/15 | Regionalliga West  | 13.   | 11                         | 06                         | 17                         | 42:58                      | 39                         |           | Güngör Kaya (16)                             |
| 2015/16 | Regionalliga West  | 08.   | 15                         | 10                         | 11                         | 61:52                      | 55                         |           | Güngör Kaya (16)                             |
| 2016/17 | Regionalliga West  | 08.   | 14                         | 08                         | 12                         | 51:44                      | 50                         |           | Daniel Keita-Ruel (12)                       |
| 2017/18 | Regionalliga West  | 11.   | 12                         | 09                         | 13                         | 58:52                      | 45                         |           | Joseph Boyamba (10)                          |
| 2018/19 | Regionalliga West  | 11.   | 11                         | 10                         | 13                         | 44:44                      | 43                         |           | Nico Buckmaier & Berkant Canbulut (je 9)     |
| 2019/20 | Regionalliga West  | 19.   | Rückzug während der Saison | Rückzug während der Saison | Rückzug während der Saison | Rückzug während der Saison | Rückzug während der Saison |           | Berkant Canbulut & Marwin Studtrucker (je 4) |

### Die 2020er Jahre
| Saison  | Liga               | Platz | S                 | U                 | N                 | Tore              | Punkte            | DFB-Pokal | erfolgreichster Torschütze |
| ------- | ------------------ | ----- | ----------------- | ----------------- | ----------------- | ----------------- | ----------------- | --------- | -------------------------- |
| 2020/21 | Oberliga Westfalen | –     | Saison annulliert | Saison annulliert | Saison annulliert | Saison annulliert | Saison annulliert |           | Felix Casalino (8)         |
| 2021/22 | Oberliga Westfalen | 03.   | 13                | 03                | 04                | 37:22             | 42                |           | Felix Casalino (19)        |
| 2021/22 | Meisterrunde       | 02.   | 06                | 01                | 02                | 52:29             | 61                |           | Felix Casalino (19)        |
| 2022/23 | Regionalliga West  | 17.   | 07                | 03                | 24                | 44:87             | 24                |           | Dennis Lerche (13)         |